# Open d'Istanbul
 (juin 2025).
Si vous disposez d'ouvrages ou d'articles de référence ou si vous connaissez des sites web de qualité traitant du thème abordé ici, merci de compléter l'article en donnant les références utiles à sa vérifiabilité et en les liant à la section « Notes et références ».
L’Open d'Istanbul est une compétition internationale de karaté ayant lieu chaque année à Istanbul, en Turquie. Il constitue depuis 2011 une étape de la Karate1 Premier League établie cette année-là.
L'Open d'Istanbul 2011 (septembre) a été la deuxième et avant-dernière étape de la Karate1 Premier League 2011, première édition de cette compétition.